# Węzeł autostradowy Horster Dreieck
Węzeł autostradowy Horster Dreieck (niem. Horster Dreieck) – skrzyżowanie autostrad w Dolnej Saksonii w Niemczech. Składa się z północnej i południowej części, które się ze sobą łączą. Północna część jest zaprojektowana jako niekompletny trójkąt i rozdziela łącznice autostrady A1. Południowa część jest zaprojektowana jako widełki i to jest prawdziwe połączenie między dwiema autostradami A1 i A7. Kilkanaście metrów na północ od północnej części znajduje się węzeł Maschener Kreuz, na skrzyżowaniu A1 z A39. Na zachód od północnej części znajduje się łącznica pozwalająca zjechać z autostrady A7 od strony Hanoweru na A1 tylko w kierunku na Bremę. W południowej części węzła nie ma możliwości zmiany kierunku jazdy.